# Jævnstrømsstation Tjele
Jævnstrømsstation Tjele er en transformatorstation til elektricitet, som en placeret lidt sydvest for landsbyen Foulum i Tjele Sogn i Viborg Kommune. Stationen drives af Energinet, og er Danmarks største transformatorstation. Den havde i 2013 ca. 14 ansatte.
Stationen er det danske endepunkt for elforbindelserne mellem Danmark og Norge, som består af 4 søkabler på bunden af Skagerrak og landforbindelser på den danske side fra Bulbjerg til Tjele. Den første af forbindelserne mellem Danmark og Norge blev taget i drift i 1976, og forbindelse nummer 4 med en kapacitet på 700 MW blev indviet i 2015. Forbindelserne har en samlet kapacitet på 1700 MW. Forbindelserne Skagerrak 1, 2 og 3 føres med 250 højspændingsmaster fra Tjele til Bulbjerg. Luftledningen blev etableret i 1975, og i 2015 indledtes en renovering, som er planlagt til at ske over 5 år. Skagerrak 4 føres i et 92 km langt jordkabel fra Tjele til Bulbjerg, og derfra videre til Kristiansand i et 140 km langt søkabel.
Konverterbygningen til Skagerrak 4-forbindelsen er 124 m lang, 20 m høj og op til 52 m bred. Den indeholder 3 transformere, som hver kan overføre 243 MVA. Transformerne har en højde på 4,6 m, en længde på 7,9 m, og en bredde på 3,7 m. De vejer 194 t.
Jævnstrømsstationen omformer jævnstrøm til vekselstrøm og omvendt. Normalt bruges vekselstrøm i det danske elnet, men skagerrakforbindelserne er jævnstrømsforbindelser. Man bruger jævnstrøm i søkabler, fordi der ville være store energitab i kablerne, hvis man brugte vekselstrøm på grund af kapacitansen imellem ledningerne og havbunden, og i visse tilfælde også tab på grund af magnetfeltet. Omsætning mellem vekselstrøm og jævnstrøm giver også tab, men det samlede tab formindskes ved at bruge jævnstrøm.
Station Tjele er et knudepunkt i det vest-danske elnet. Der er en 175 kilometer lang 400 kV-højspændingslinje fra Tjele til Kassø ved Åbenrå, som er betegnet som rygraden i det vestdanske elnet. Denne forbindelse blev udvidet til en kapacitet på 2 gange 1800 MW i 2015. Der er også stærke forbindelser til Holstebro og Aalborg. Stationen har desuden en synkronkompensator til at stabilisere elnettet. Apples Foulum datacenter er anlagt ved siden af stationen, og forbundet direkte til stationen.